# Theodor Hagen (kunstner)
 For alternative betydninger, se Theodor Hagen. (Se også artikler, som begynder med Theodor Hagen)
Theodor Joseph Hagen (født 24. maj 1842 i Düsseldorf, død 12. februar 1919 i Weimar) var en tysk landskabsmaler.
Hagen var elev af sin fødebys akademi, senere af Oswald Achenbach sammesteds, fra 1871 professor ved, 1877—80 direktør for Weimars kunstskole. Han har i læreren Achenbachs spor malet store landskaber med forkærlighed for stærke lyse flekter og romantisk sceneri (borgruiner etc.): Nederrhinsk by i aftenlys (museet i Dresden, 1879), Forår (museet i Breslau), Alpelandskab (galleriet i Hannover), Guffernalp i Maderaner Thal etc.